# مراقب باش (فیلم ۲۰۰۳)
مراقب باش (به انگلیسی: Take Care) فیلمی محصول سال ۲۰۰۳ و به کارگردانی گوتام هالدر است. در این فیلم بازیگرانی همچون سومیترا چاترجی، ویدیا بالان، جوی سنگوپتا و پارامبراتا چاترجی ایفای نقش کرده‌اند.